# Donaciella
Donaciella là một chi bọ cánh cứng trong họ Chrysomelidae.
Chi này được miêu tả khoa học năm 1920 bởi Reitter.

## Các loài
Chi này gồm các loài:
- Donaciella nagaokana Hayashi, 1998